# Basarene

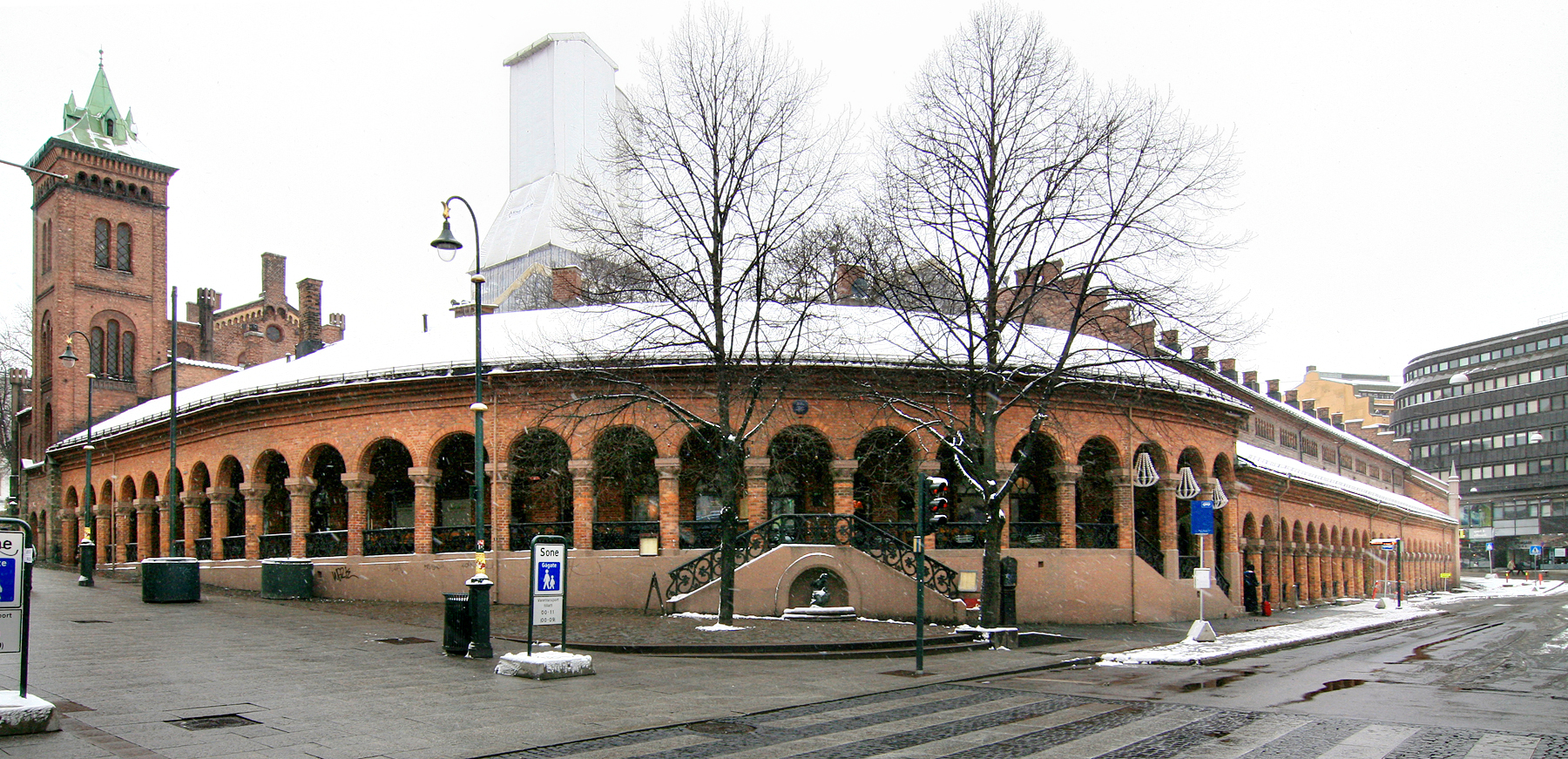
Basaren Ecke Karl Johan gate und Dronningen gate (2008)

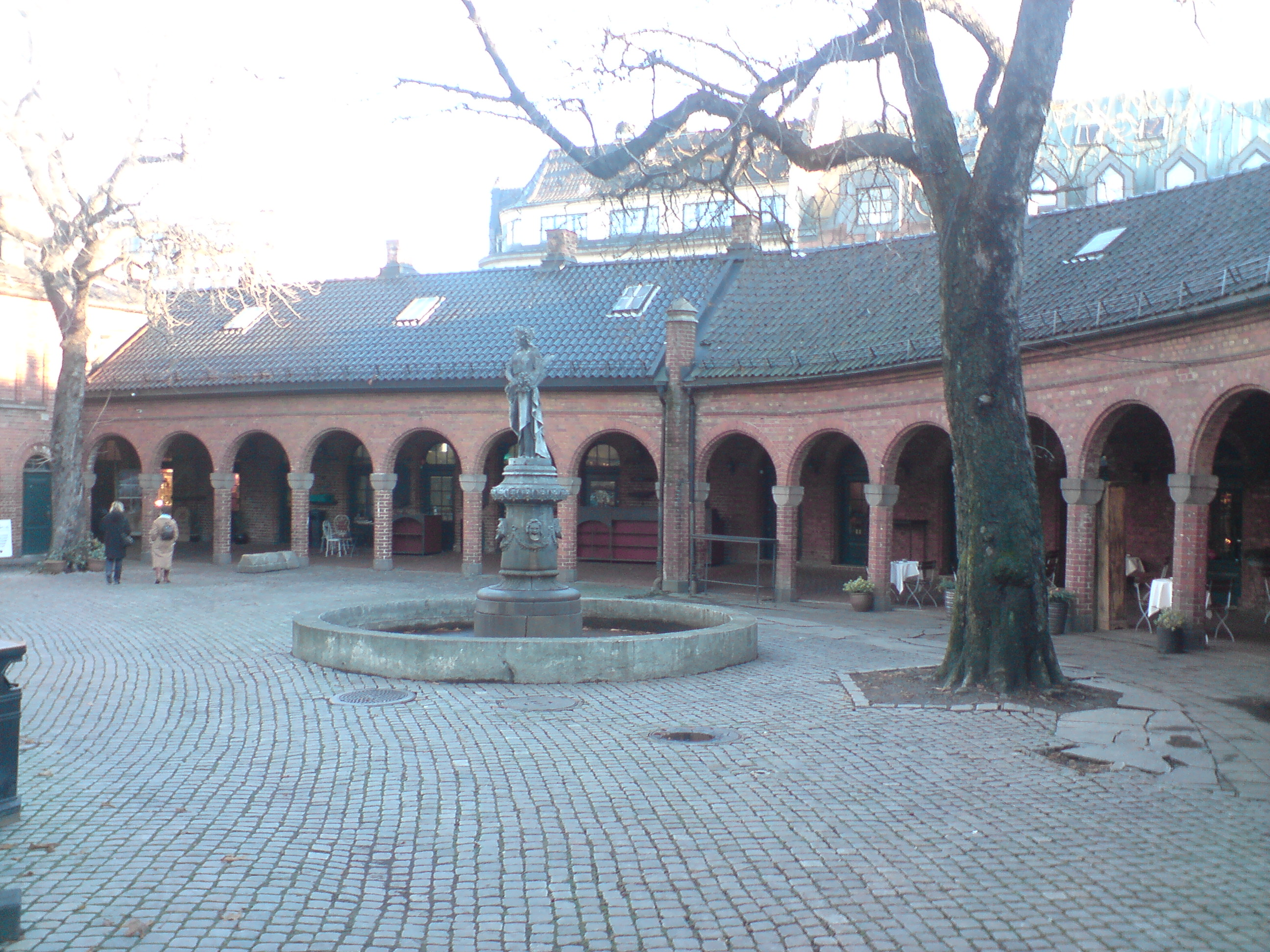
Hofseite der Basarene (2007)

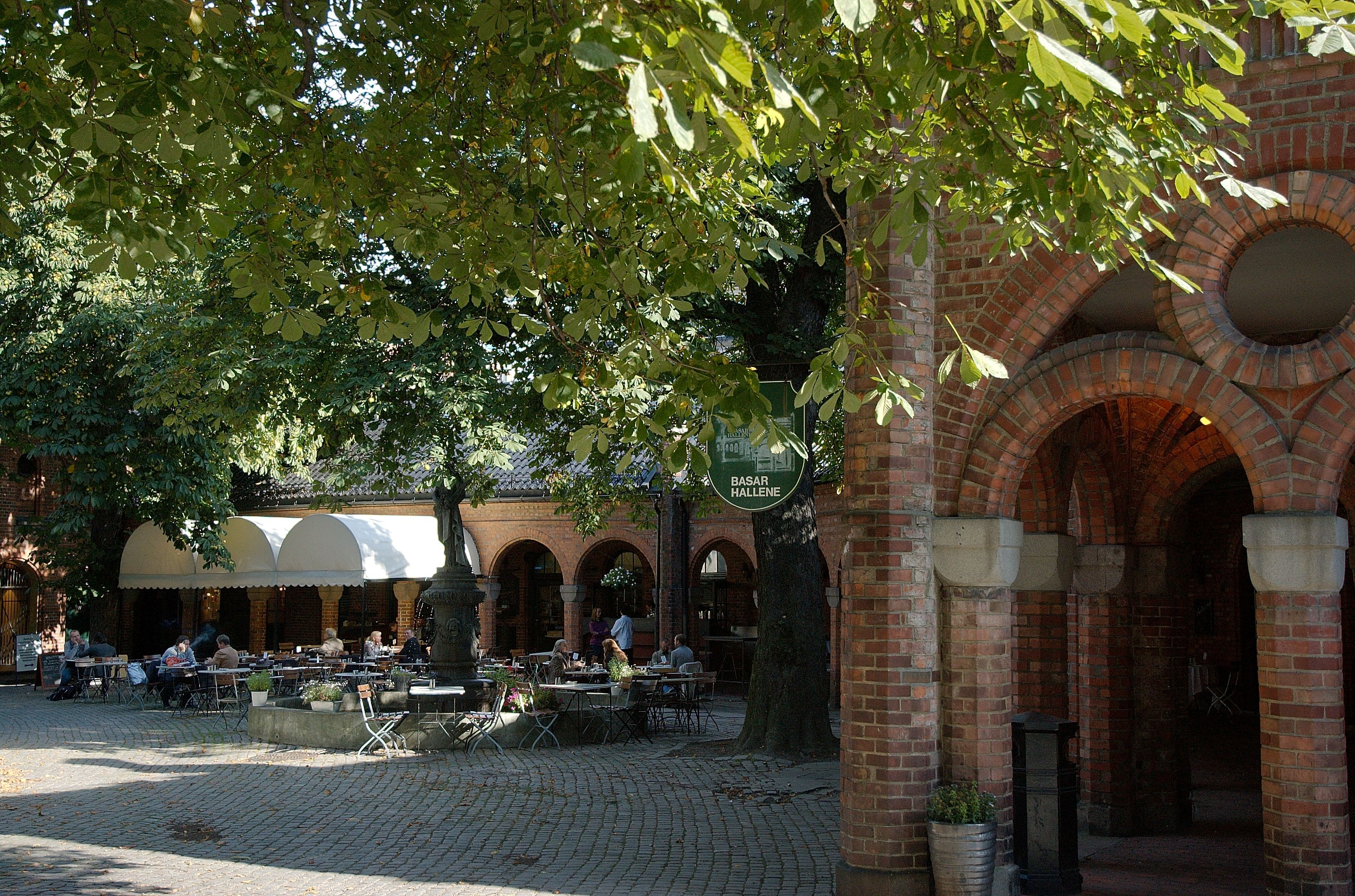
Hofseite mit Außengastronomie (2007)

Die ehemalige Markthalle Stortorgets basar („Basarene“) östlich der Domkirche in der norwegischen Hauptstadt Oslo wurde in den Jahren 1840 bis 1859 von dem Architekten Christian Heinrich Grosch im neoromanischen Stil erbaut.

## Geschichte
Ursprünglich befanden sich an dieser Stelle lediglich überdachte Fleischerbuden. Zu Beginn des 19. Jahrhunderts wurden jedoch bessere Bedingungen für Lebensmittel gefordert und so wurde der Bau von 24 Läden entlang der Karl Johans Gate und Dronningen gate beschlossen. Da diese nicht ausreichten, führte man das Arkadengebäude mit denselben Abmessungen zum Halbkreis fort. Zusammen ergaben sich somit mehr als 50 Läden. Auf Grund eines unterschiedlichen Höhenniveaus des Terrains konzipierte Grosch eine Treppenanlage an der Außenfront.
In Anknüpfung an die Ladenfront wurde die Feuerwache in den Jahren 1854–1856 angebaut.
In den 1870er Jahren erwies sich auch diese Anzahl an Läden als zu wenig und es wurde ein erneuter Anbau diskutiert. Stattdessen wurden die neuen Läden auf den nahegelegenen Platz Nytorget (heute Youngstorget) verlegt.
Im Jahr 1898 nahm sich das Börsen- und Handelskomitee in Kristiania (Børs- og handelskomiteen i Kristiania) der Frage eines neuen Börsengebäudes an. Es sollte als Ersatz für das seit 1828 existierende Gebäude Oslo Børs dienen, das sich als zu klein und unzweckmäßig erwiesen hatte. Zwei Jahre zuvor hatte der Gemeinderat beschlossen, dass Pläne für eine neue Börse ausgearbeitet werden sollten, die den Abriss des Stortorgets basar und der dazugehörigen Feuerwache vorsahen. Der Neubau sollte sowohl kommunalen als auch privaten Zwecken dienen. Die Kommune selbst schlug dem Börsenkomitee vor, auf dem Grundstück der Basarhallen zu bauen. Daraufhin legte der Architekt Herman Major Backer 1901 Pläne für den Neubau im Neorenaissance-Stil vor. Dies löste eine der ersten Debatten um Abriss oder Bewahren in der Stadt aus. Auf Grund des starken Widerstands konnten die Baupläne nicht realisiert werden.
1927 wurde der Gebäudekomplex unter Denkmalschutz gestellt, dennoch diskutierte der Stadtrat einen Abriss zu Gunsten eines großen Parks. Dieser Vorschlag wurde 1931 trotz Denkmalschutzes auch angenommen. Riksantikvaren Harry Fett, Leiter der norwegischen Denkmalschutzbehörde, engagierte sich intensiv gegen den Abriss. Mit der deutschen Besatzung Norwegens im Zweiten Weltkrieg fand die Diskussion ein jähes Ende.
Nach dem Krieg wurden die Abrisspläne im Jahr 1949 aufgehoben. Die Anlage verfiel während der Zeit und wurde schließlich 1960 restauriert. Heute befinden sich Geschäfte und Restaurants in den Hallen.